# Lotosbaum
Der Lotosbaum (altgriechisch λωτός) ist eine in der antiken Literatur mehrfach genannte Baumart unklarer Bestimmung.
Bei dem in Homers Odyssee erscheinenden, von den Lotosessern verzehrten Lotos handelt es sich vermutlich um die Lotosblume, eine schon bei den alten Ägyptern als Nahrung belegte Wasserpflanze, und nicht um den Baum.
Erstmals ein ausdrücklich als Baum bezeichneter Lotos wird bei Herodot beschrieben. Ihm zufolge sei der nordafrikanische Lotos ein der dornigen Akazie ähnelnder Baum oder Strauch.
Man geht davon aus, dass es sich bei dem von Herodot und Polybios beschriebenen Baum um den Sidarbaum aus der Gattung Ziziphus handelt.
Der von Theophrastos von Eresos beschriebene Baum ist vermutlich der Zürgelbaum (Celtis australis).
Plinius der Ältere gibt in seiner Naturalis historia die folgende Beschreibung des Lotosbaums: Der Baum stamme aus Nordafrika, sei aber in Italien heimisch gemacht worden. Manche nannten ihn „Celtis“. Er sei ungefähr so groß wie ein Birnbaum, obgleich Cornelius Nepos schreibe, dass er nur nieder sei. Die Blätter hätten Einschnitte wie die der Steineiche. Es gebe mehrere Sorten des Lotosbaums, die sich im Wesentlichen durch die Früchte unterschieden, die etwa die Größe von Bohnen hätten, safranfarben seien, die Farbe aber während der Reifung wechselten, so wie die Trauben. Die Zweige seien, so wie bei der Myrte, dicht mit Blättern besetzt.
An anderer Stelle beschreibt Plinius die medizinische Verwendung: Die Beeren wirkten als Adstringens und in Wein gekochte Rindenstücke wirkten gegen Durchfall, zu starke Monatsblutung, Schwindel, Epilepsie. Außerdem seien sie gut gegen Haarausfall. Und es gebe nichts auf der Welt, das bitterer schmecke.
Lotosbäume werden von Plinius noch mehrfach erwähnt:
- ein Lotosbaum, der ein sehr hohes Alter erreichen kann,[7] vermutlich die Lotuspflaume,
- ein überseeischer Lotosbaum, der keinerlei Stamm besitzt (möglicherweise ebenfalls der Sidarbaum oder eine andere Art von Ziziphus),[8]
- ein Baum mit besonders gutem Holz, vermutlich ebenfalls die Lotospflaume, da diese ein besonders dunkles und festes Holz hat.[9]

Außerdem erwähnt Plinius eine Auseinandersetzung der römischen Censoren Gnaeus Domitius Ahenobarbus (Konsul 96 v. Chr.) und Lucius Licinius Crassus: Gnaeus Domitius beneidete Crassus um dessen Haus und bot ihm dafür 10 Millionen Sesterzen. Crassus antwortete, er würde das Angebot akzeptieren, sofern er 6 Bäume vom Grundstück entfernen könne, worauf Gnaeus Domitius erwiderte, dass ohne die Bäume das Grundstück ihm keine Sesterze wert sei. Diese sehr hoch geschätzten Lotosbäume, von denen Plinius sagt, sie hätten sehr weit ausladende Äste und böten guten Schatten, waren vermutlich wieder Zürgelbäume.
In der Neuzeit bezeichnet Lotosbaum die Lotospflaume.